# Macrosiphum euphorbiae
Puceron vert et rose de la pomme de terre, Puceron vert de la tomate
Espèce
Macrosiphum euphorbiae (synonyme : Macrosiphum solani), est une espèce d'insectes de l'ordre des hémiptères, de la famille des Aphididae, originaire d'Amérique du Nord. C'est un puceron de grande taille, polyphage et cosmopolite qui est surtout dangereux parce qu'il est le vecteur de maladies à virus.

## Noms vernaculaires
Cette espèce est connue en français sous divers noms vernaculaires : puceron vert et rose et de la pomme de terre, puceron à stries vertes de la pomme de terre, puceron vert de la tomate.

## Description

### Insecte adulte
L'adulte se présente sous deux formes : aptère, la plus fréquente, ou ailée. Il existe des souches de couleur verte et d'autres de couleur rose, d'où le nom vernaculaire en français.

## Dégâts
Ces pucerons ont pour hôtes diverses plantes potagères (pomme de terre, tomate, pois, haricot, céleri, etc.), ornementales (rosier, iris, dahlia, etc.) ainsi que des plantes sauvages (bourse-à-pasteur).
Ils hivernent sous forme d'œufs sur diverses plantes-hôtes et dans les serres.
La pullulation de ce puceron peut entraîner une sénescence des plantes, mais surtout le puceron vert et rose de la pomme de terre est le vecteur de diverses viroses : virus Y, A et M et virus de l'enroulement.